# الكويت في الألعاب الآسيوية 2002
شاركت الكويت في دورة الألعاب الآسيوية 2002 التي أقيمت في بوسان في كوريا الجنوبية خلال الفترة من 29 سبتمبر إلى 14 أكتوبر 2002. فاز رياضيو الكويت بثماني ميداليات إجمالية (بما في ذلك ذهبيتان)، وحصلوا على المركز العشرين في جدول الميداليات.